# Hydriomena quaesitata
Hydriomena quaesitata là một loài bướm đêm trong họ Geometridae.